# La llave de plata
La llave de plata es un cuento escrito por H. P. Lovecraft en enero de 1926, considerado parte de su ciclo onírico localizado en las Tierras del sueño. Fue publicado en enero de 1929 por Weird Tales.

## Sinopsis
Al cumplir los treinta años, Randolph Carter siente que perdió la llave de la puerta de los sueños. Cree que toda la vida no es más que un conjunto de imágenes existente dentro del cerebro, sin que se note la diferencia entre lo que es real y lo que es un sueño. Prefiere sus románticos sueños nocturnos de lugares y seres fantásticos, que la "prosaicidad" de la vida. Sin embargo, descubre que su exposición diaria a las ideas "prácticas" y científicas del hombre moderno ha erosionado su capacidad de soñar como lo hacía antes, y, lamentablemente, adherirse cada vez más a las creencias mundanas de la "vida real" cotidiana que desarrolla de día. Pero, como aun no está seguro de cuál es la verdad, se propone determinar si estas ideas son superiores a sus sueños y, en el proceso, pasa por varias posturas filosóficas insatisfactorias. Desalentado, finalmente se recluye en casa.
Durante sus noches de ensueño, comenzó a vislumbrar el resplandor de un nuevo mundo extraño y fantástico que adoptaba la forma de escenas nítidas de su niñez y le hacía recordar hechos y cosas intranscendentes. Hasta que una noche, su abuelo apareció en uno de esos sueños y le habló acerca de la llave, la cual se encontraba en una caja, un pequeño cofre antiguo cuya tapa tallada en madera de roble, no había abierto mano alguna desde hacía 200 años. Su abuelo jamás le dijo cómo y dónde usarla.
La llave hizo que sus sueños se volvieran más vívidos y lo hicieron contemplar paisajes maravillosos, además de hacerlo regresar a su infancia como un niño de diez años, mientras su yo adulto desaparece.